# David Gilmour

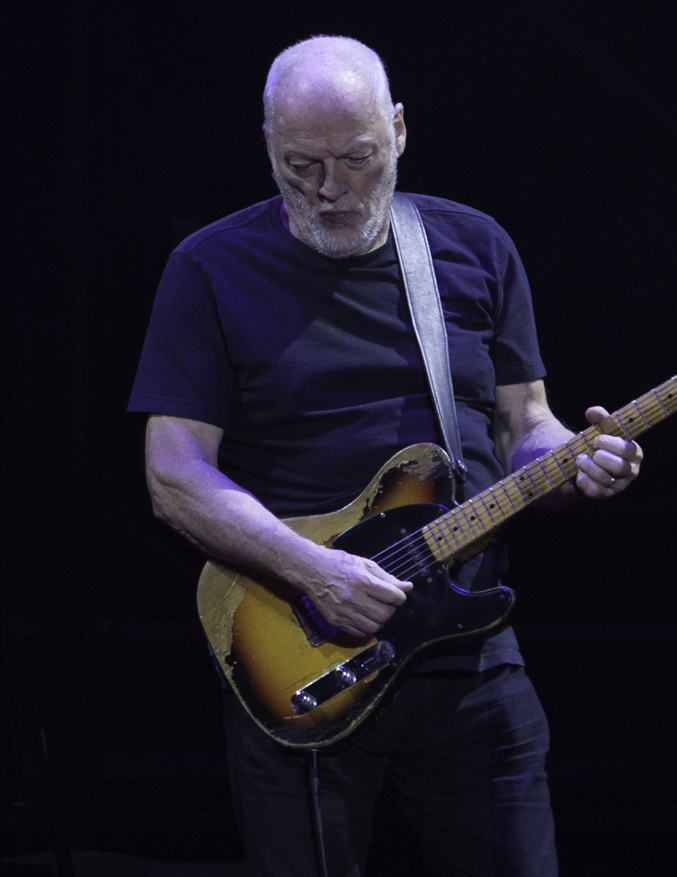
David Gilmour (2015)

David Jon Gilmour, CBE (* 6. März 1946 in Cambridge) ist ein britischer Rockmusiker, Komponist und Musikproduzent. Er wurde als Gitarrist, Sänger und Songwriter der britischen Rockgruppe Pink Floyd bekannt.

## Leben
David „Dave“ Gilmour wuchs als Sohn des Genetik-Professors Douglas Gilmour in einer akademischen Mittelschichtfamilie auf. Als Teenager begann er mit dem Gitarrespiel in verschiedenen lokalen Cambridger Gruppen. In seiner Jugend gab er mit seinem Schulfreund Syd Barrett vereinzelt Straßenkonzerte. Ihr Hauptinteresse galt der Musik Bob Dylans und den Bands The Beatles und The Rolling Stones.
Im Jahr 1965 stieg Syd Barrett in jene Band ein, die Pink Floyd werden sollte; Gilmour spielte zu der Zeit als Covermusiker in der Band Jokers Wild. Mit ihr nahm er ein Album mit fünf Liedern auf; es wurden für Familie und Freunde nur rund 50 Stück gepresst. Bei den Songs handelt es sich um Soul-Standards und zwei davon, nämlich Don’t Ask Me und Why Do Fools Fall in Love, kamen auf eine 7"-Single, die ebenfalls nur in geringer Stückzahl angefertigt wurden. 1994 wurde ein Exemplar für über 800 Pfund verkauft. Im National Sound Archive in London kann man unter der Archivnummer C-625/1 eine Tonbandaufnahme des Albums hören.
Januar 1968 stieg Gilmour bei Pink Floyd ein, um Barrett bei Auftritten zu unterstützen, und ersetzte bald darauf den psychisch schwer Erkrankten, als dieser im April desselben Jahres aus der Band ausschied. Mit seiner melodischen Spielweise und seinem präzisen Umgang mit Sound-Effekten wurde er in den kommenden Jahren zu einem stilprägenden Rock-Instrumentalisten der 1970er Jahre. Gilmours Gespür für Atmosphäre und Timing prägten Stücke wie Echoes, Time, Shine On You Crazy Diamond, Comfortably Numb oder Marooned, das 1995 mit einem Grammy Award ausgezeichnet wurde.

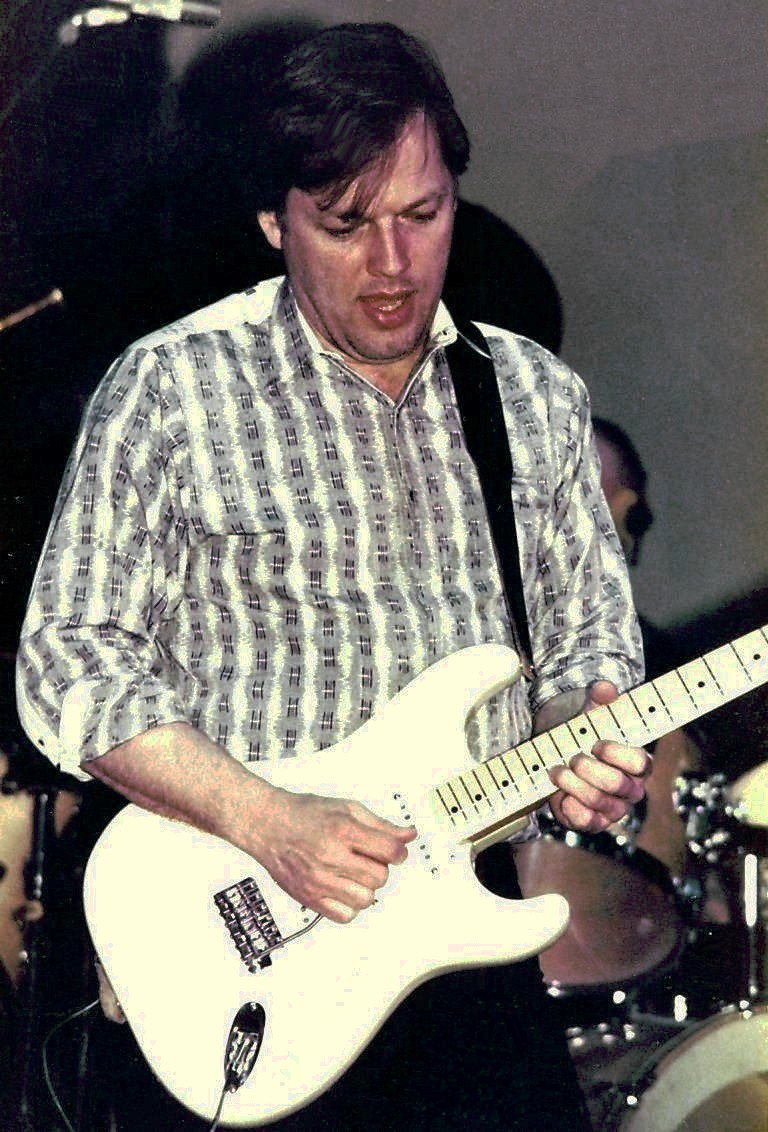
David Gilmour (1984)

Er veröffentlichte mit David Gilmour (1978), About Face (1984), On an Island (2006), Rattle That Lock (2015) und Luck and Strange (2024) fünf Soloalben, von denen die letzten drei größeren kommerziellen Erfolg hatten. Nachdem Roger Waters Pink Floyd 1985 verlassen hatte, übernahm Gilmour die führende Rolle und spielte drei weitere Studioalben mit der Band ein: 1987 wurde das Album A Momentary Lapse of Reason veröffentlicht, 1994 folgte The Division Bell und 2014 schließlich The Endless River. Ein letzter gemeinsamer Auftritt der klassischen Besetzung (mit Waters, ohne Barrett) von Pink Floyd fand 2005 statt.
Anfang der 1990er Jahre ließen sich David Gilmour und seine Frau Ginger scheiden. Seit 1994 ist er mit der Journalistin Polly Samson verheiratet, die an den Texten zu The Division Bell (sieben Titel), On an Island (sechs Titel), The Endless River (ein Titel), Rattle That Lock (fünf Titel) und Luck and Strange (sieben Titel) mitgearbeitet hat. Mit seiner ersten Frau hat Gilmour vier Kinder und mit Samson drei weitere. Außerdem adoptierte er einen Sohn aus Samsons erster Ehe. Gilmour lebt mit seiner Frau und vier seiner Kinder auf einem Anwesen in der Grafschaft Sussex, wo auch der Pink-Floyd-Schlagzeuger Nick Mason sein Domizil hat. Eines seiner Häuser in London verkaufte Gilmour im Jahr 2003 für umgerechnet etwa fünf Millionen Euro, die er der britischen Obdachlosenhilfsorganisation spendete. Auf seinem Hausboot auf der Themse betreibt er das Aufnahmestudio Astoria. Dort entstanden – neben großen Teilen der beiden letzten Pink-Floyd-Alben und der Gilmour-Soloalben On an Island und Rattle That Lock – auch Aufnahmen für Bands wie Porcupine Tree, Archive und Nick Cave and The Bad Seeds. 2003 wurde Gilmour der Orden Commander of the Order of the British Empire (CBE) verliehen.
Im Frühjahr 2006 fand nach der Veröffentlichung seines dritten Soloalbums On an Island eine ausverkaufte Europatournee statt, die auch Deutschland einschloss. Begleitet wurde Gilmour auf dieser Tour unter anderem von Jon Carin (Keyboards, Gesang) und Guy Pratt (Bass) – die beide schon auf den letzten beiden Pink-Floyd-Tourneen zum Einsatz gekommen waren – sowie Pink-Floyd-Keyboarder Richard Wright. Zum Tourabschluss spielte Gilmour an drei aufeinander folgenden Nächten im Mai 2006 in der Londoner Royal Albert Hall. Am ersten Abend sang David Bowie als Überraschungsgast die Zugaben Arnold Layne und Comfortably Numb gemeinsam mit Gilmour, während Pink-Floyd-Schlagzeuger Nick Mason am letzten Abend in der Royal Albert Hall das Schlagzeug bei Wish You Were Here und Comfortably Numb übernahm. Im Sommer 2006 spielte Gilmour eine Reihe von Open-Air-Konzerten, darunter bei den Clam Concerts in Österreich und auf dem Münchener Königsplatz. Am 26. August 2006 spielte Gilmour zum Jahrestag der Gründung der Gewerkschaft Solidarność in der Danziger Werft vor rund 50.000 Besuchern.
September 2008 spielte er in der TV-Sendung Later with Jools Holland den Song Remember a Day als Tribut an den acht Tage zuvor verstorbenen Pink-Floyd-Keyboarder Richard Wright. 2009 setzte er sich für den „UFO-Hacker“ Gary McKinnon ein und protestierte gegen dessen geplante Auslieferung in die USA. Dazu hatte er den Rockklassiker Chicago von Crosby, Stills and Nash mit Chrissie Hynde, Bob Geldof und McKinnon neu aufgenommen, um einen Spendenaufruf mit dem kostenlosen Download des Stückes zu unterstützen. Im selben Jahr wurde ihm von der Anglia Ruskin University in Cambridge die Ehrendoktorwürde verliehen. Er hatte diese Einrichtung 1968 im beginnenden Erfolg von Pink Floyd ohne Abschluss verlassen.
Im Juli 2010 trat Gilmour zugunsten der The Hoping Foundation (Hope and Optimism for Palestinians in the Next Generation) gemeinsam mit Roger Waters vor etwa 200 geladenen Gästen auf und spielte dabei eine Coverversion von Phil Spectors To Know Him Is to Love Him, die Pink-Floyd-Songs Wish You Were Here, Comfortably Numb sowie als Zugabe Another Brick in the Wall. Waters ließ daraufhin verlauten, dass ein Auftritt Gilmours auf seiner Tournee geplant sei, der im Mai 2011 in London stattfand. Gilmour spielte erneut Comfortably Numb sowie zusammen mit Nick Mason Outside the Wall. Im März 2015 kündigte Gilmour für September die Veröffentlichung seines vierten Soloalbums Rattle That Lock sowie eine Europa- und Amerika-Tournee an.
Im Spätsommer 2015 brach Gilmour zu einer Konzertreise auf, die ihn an ausgewählte historische Orte auf der ganzen Welt führte. Sie startete in Europa, darunter war ein Konzert in Oberhausen im September, und bis zum Jahresende folgten Auftritte in Brasilien, Argentinien und Chile. Im Frühjahr 2016 wurde die Tour in Nordamerika fortgesetzt, und sie endete im September 2016 wieder in Europa mit fünf Abenden in der Londoner Royal Albert Hall. Davor gab es erneut zwei Konzerte in Deutschland.
Juli 2016 spielte David Gilmour im Rahmen dieser Tour auch zwei Shows am Fuße des Vesuvs – 45 Jahre nach seinem ersten Konzert im Amphitheater von Pompeji, in dem 1971 Adrian Mabens Dokumentationsfilm Pink Floyd: Live at Pompeii entstanden war, damals noch ohne Publikum. Es war die erste Darbietung vor Publikum seit den Gladiatorenkämpfen 79 n. Chr. Wegen der kulturhistorischen Bedeutung des beim Ausbruch des Vesuvs unter Asche begrabenen Ortes wurde die Zuschauerzahl auf je 2600 begrenzt. Aus den Höhepunkten beider Konzerte – unter der Regie von Gavin Elder in 4K gefilmt. – entstand David Gilmour: Live at Pompeii. Der Film wurde im September 2017 weltweit in über 2000 Kinos uraufgeführt und auch zum Kauf veröffentlicht.
Im Juli 2020 veröffentlichte Gilmour die Single Yes, I Have Ghosts, bei der er von seiner Tochter Romany auf der Harfe und beim Gesang begleitet wurde.
Erstmals nach 28 Jahren nahmen David Gilmour, dessen Schwiegertochter Ukrainerin ist, und Nick Mason als Pink Floyd zusammen neue Musik auf und veröffentlichten am 8. April 2022 nach dem russischen Überfall auf die Ukraine den Song Hey, Hey, Rise Up! mit Gesang des ukrainischen Rockmusikers Andriy Khlyvnyuk.

## Gilmour als Gitarrist

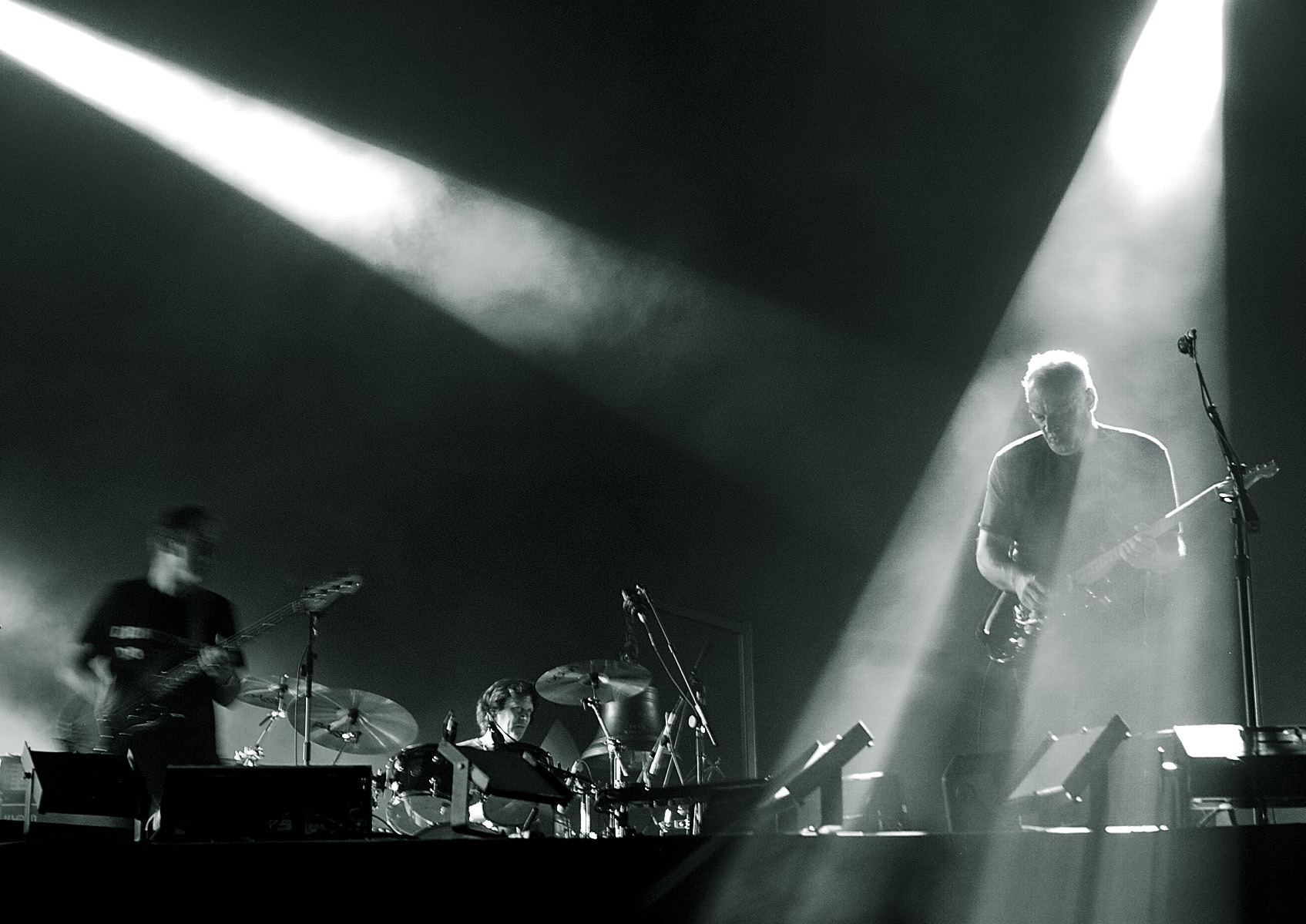
David Gilmour (2006)

David Gilmour wurde in seinen Spielweisen sowohl vom Blues und vom Rock ’n’ Roll als auch von der Folkmusik beeinflusst. In seinen frühen Bands The Ramblers und Jokers Wild coverte er Material von Chuck Berry, Wilson Pickett und später von Jimi Hendrix. Typische Blues-Techniken wie Bendings und Slides ziehen sich durch all seine bekannten Soli, so bei Money, Wish You Were Here, Shine On You Crazy Diamond, Comfortably Numb und Another Brick in the Wall. Ebenso dokumentieren Stücke wie Dogs auf dem Album Animals und Mihalis auf seinem ersten Soloalbum mit ihren komplexen Harmoniefolgen Gilmours Annäherung an den zeitgenössischen Fusion-Jazz. So wie Roger Waters lyrisch und konzeptionell die Pink-Floyd-Musik der 1970er Jahre prägte, so bestimmte Gilmour neben Keyboarder Richard Wright das musikalische Gesicht von Pink Floyd. Steve Tarshis Buch Original David Gilmour enthält Transkriptionen seiner bekannten Soli von Meddle (1971) bis About Face (1984). Der Rolling Stone listete Gilmour auf Rang 14 der 100 größten Gitarristen aller Zeiten. In einer Liste aus dem Jahr 2003 hatte er Rang 82 belegt.

„Ich hatte noch nie schnelle Finger, sie sind im Vergleich zu den meisten sehr langsam und die Koordination zwischen linker und rechter Hand und so ist nicht großartig. ... also muss ich mich auf andere Dinge verlassen. ... Ich versuche einfach, nette Melodien zu machen, versuche, es zum Singen zu bringen, ich versuche mir vorzustellen, dass die Gitarre singt.“

„Meine Finger sind nicht sehr schnell, aber ich denke, ich bin sofort erkennbar. Ich kann mich selbst hören und weiß, dass ich es bin. Und andere Leute auch.“

### Equipment

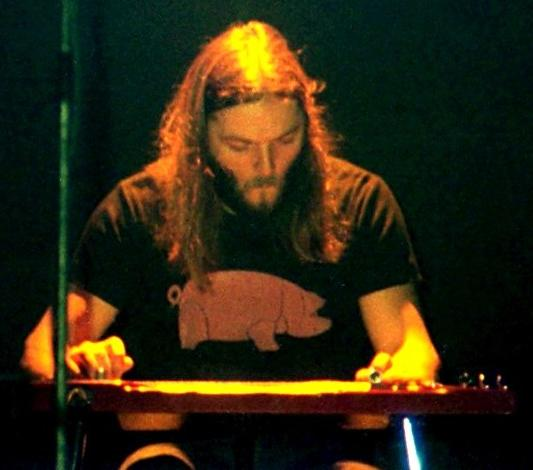
Gilmour spielt eine Lap-Steel-Gitarre (1977)

Der für David Gilmour typische Cleansound basiert vornehmlich auf seinem Hiwatt-Signature-Verstärker, der als einer der besten Gitarrenverstärker für saubere, unverzerrte Sounds gilt. Er nutzt diverse Verzerrer; in frühen Jahren das Fuzz Face und den Big Muff von Electro-Harmonix, später den Colorsound Power Boost, den Chandler Tube Driver oder mehrere speziell für ihn von Pete Cornish gebaute Effekte. Als Boxen sind meist eine (bis drei - bei der letzten Tour) Custom WEM-Boxen bzw. Marshalls 1960er im Einsatz. Auf der 1994er-Division-Bell-Tour nutzte Gilmour ein eigens angefertigtes Leslie-System, um die schwebenden Sounds von z. B. Us and Them live zu realisieren.
Um den vielfältigen Soundmodi gerecht zu werden, greift Gilmour auf eine Reihe bekannter Effektgeräte zurück (Polychorus, Smallstone Phaser, Electro Harmonix Electric Mistress Flanger etc.). Die Delaysektion wurde im Lauf der Jahre und aufgrund fortschreitender Technik sowie Zuverlässigkeit von analog (Bandecho etc.) komplett auf digital umgestellt. Gilmours Pedalboard sowie sein Rack sind vollständig von Pete Cornish gebaut worden. Er arbeitet schon seit den 1970ern mit ihm.
Gilmours Hauptinstrumente sind E-Gitarren des Typs Fender Stratocaster und Fender Telecaster. Seit September 2008 widmet die Firma Fender ihm ein eigenes Signature-Modell seiner Black Strat. Sie wird in zwei Versionen angeboten: New Old Stock und Relic, eine Kopie, die künstlich gealtert und mit exakt nachempfundenen Gebrauchsspuren hergestellt wird. Der Tonabnehmerhersteller EMG stellt einen nach Gilmour benannten Tonabnehmer her (den EMG DG 20), den er beispielsweise auf der 1994er-Division-Bell-Tour nahezu ausschließlich verwendet hat. Dieser ist extra auf die Fender Stratocaster zugeschnitten, hat eine höhere Ausgangslautstärke und klingt deutlich klarer als die Tonabnehmer aus der Fender-Produktion.
Neben den Bühnengitarren, die meist neueren Datums sind, besaß Gilmour verschiedene Instrumente aus den 1960er und 1970er Jahren sowie – bis zur Versteigerung der kompletten Gitarrensammlung 2019 – die weiße Stratocaster mit der Seriennummer 0001 aus dem Jahr 1954 und einige frühe Modelle der Gibson Les Paul. Unter Gilmours favorisierten Akustikgitarren ist eine C.F. Martin D-35 aus dem Jahr 1969 prominent, mit der er 1975 den gleichnamigen Titelsong von Wish You were here einspielte. Seit seinen Unplugged-Gigs in den Jahren 2001 und 2002 sah man Gilmour auch mit einer schwarzen Gretsch Duo-Jet, die ebenfalls auf dem Album On an Island zu hören ist. Eine weitere häufig genutzte Gitarre auf dem neuen Album ist eine 56er Gibson Les Paul Goldtop mit einem Bigsby-Tremolo. Gilmours lederner, mit Kreuzen bestickter Gitarrengurt gehörte einst Jimi Hendrix und wurde ihm zu seinem 60. Geburtstag von seiner Frau Polly geschenkt. Oft spielt er auch vom Blues beeinflusste Slide-Gitarre, beispielsweise bei Atom Heart Mother, Breathe, The Great Gig in the Sky oder One of These Days.

### Versteigerung der Gitarrensammlung 2019
Im Juni 2019 ließ David Gilmour seine zuletzt aus 120 Instrumenten bestehende Gitarrensammlung vom Auktionshaus Christie’s in New York City versteigern. Der Gesamterlös belief sich nach Angaben des Auktionshauses auf die Rekordsumme von 21,5 Millionen Dollar (etwa 19 Millionen Euro). Teuerste Instrumente aus Gilmours Sammlung waren dabei seine weiße Stratocaster aus dem Jahr 1954 zum Preis von 1,8 Millionen Dollar, die 1969er Martin D-35 für rund 1,1 Millionen Dollar und die Black Fender Stratocaster („The Black Strat“), die bei einem Preis von annähernd vier Millionen Dollar den Zuschlag erhielt und damit nach Angaben des Auktionshauses die teuerste je versteigerte Gitarre ist. Die beiden letztgenannten Gitarren wurden von dem US-amerikanischen Unternehmer Jim Irsay ersteigert. Der Gesamterlös der Auktion soll nach Angaben Gilmours der Klimaschutzorganisation ClientEarth zukommen: „Der Klimawandel ist die größte Herausforderung, die die Menschheit je konfrontieren wird“, begründete Gilmour selbst seine Entscheidung. „Wir brauchen eine zivilisierte Welt für all unsere Enkelkinder und darüber hinaus, in der diese Gitarren gespielt und Lieder gesungen werden können.“

## Gilmour als Produzent und Förderer
Gilmour produzierte alle seine Soloalben selbst und war beginnend mit dem Pink-Floyd-Album More (1969) - mit Ausnahme von The Final Cut (1983) - bei allen zwölf Pink-Floyd-Alben an der Produktion beteiligt. Zudem produzierte er die beiden Soloalben des Pink-Floyd-Mitgründers Syd Barrett, wie beispielsweise 1969 The Madcap Laughs.
David Gilmour verhalf Kate Bush zu ihrem ersten Plattenvertrag und arbeitete auch an der Produktion ihres Debütalbums The Kick Inside und als Backgroundsänger bei The Dreaming mit. Er produzierte unter anderem Alben der britischen Bands The Dream Academy und Unicorn und entdeckte auch Sam Brown.

## Trivia
Auf die Frage, welchen innerhalb der letzten Jahre veröffentlichten Song er gerne covern würde, nannte Gilmour Crazy von Gnarls Barkley und erwähnte, dass der Song Teil des Soundchecks bei aktuellen Konzerten sei.

## Diskografie

### Studioalben
| Jahr | Titel            | Höchstplatzierung, Gesamtwochen, AuszeichnungChartplatzierungen (Jahr, Titel, Platzierungen, Wochen, Auszeichnungen, Anmerkungen) | Höchstplatzierung, Gesamtwochen, AuszeichnungChartplatzierungen (Jahr, Titel, Platzierungen, Wochen, Auszeichnungen, Anmerkungen) | Höchstplatzierung, Gesamtwochen, AuszeichnungChartplatzierungen (Jahr, Titel, Platzierungen, Wochen, Auszeichnungen, Anmerkungen) | Höchstplatzierung, Gesamtwochen, AuszeichnungChartplatzierungen (Jahr, Titel, Platzierungen, Wochen, Auszeichnungen, Anmerkungen) | Höchstplatzierung, Gesamtwochen, AuszeichnungChartplatzierungen (Jahr, Titel, Platzierungen, Wochen, Auszeichnungen, Anmerkungen) | Anmerkungen                                                  |
| Jahr | Titel            | DE | AT | CH | UK | US | Anmerkungen                                                  |
| ---- | ---------------- | --- | --- | --- | --- | --- | ------------------------------------------------------------ |
| 1978 | David Gilmour    | DE17 (10 Wo.)DE | — | — | UK17 (9 Wo.)UK | US29 Gold · (18 Wo.)US | Erstveröffentlichung: 25. Mai 1978 Verkäufe: + 510.000       |
| 1984 | About Face       | DE24 (9 Wo.)DE | — | CH15 (10 Wo.)CH | UK21 (9 Wo.)UK | US32 Gold · (28 Wo.)US | Erstveröffentlichung: 5. März 1984 Verkäufe: + 500.000       |
| 2006 | On an Island     | DE3 Gold · (13 Wo.)DE | AT2 (8 Wo.)AT | CH4 Gold · (14 Wo.)CH | UK1 Platin · (19 Wo.)UK | US6 (11 Wo.)US | Erstveröffentlichung: 6. März 2006 Verkäufe: + 798.500       |
| 2015 | Rattle That Lock | DE2 Gold · (18 Wo.)DE | AT2 (12 Wo.)AT | CH2 Gold · (17 Wo.)CH | UK1 Gold · (16 Wo.)UK | US5 (5 Wo.)US | Erstveröffentlichung: 18. September 2015 Verkäufe: + 430.000 |
| 2024 | Luck and Strange | DE1 (16 Wo.)DE | AT1 (13 Wo.)AT | CH1 (18 Wo.)CH | UK1 Silber · (6 Wo.)UK | US10 (2 Wo.)US | Erstveröffentlichung: 6. September 2024 Verkäufe: + 95.000   |

grau schraffiert: keine Chartdaten aus diesem Jahr verfügbar

### Gemeinschaftsalben
| Jahr | Titel                      | Höchstplatzierung, Gesamtwochen, AuszeichnungChartplatzierungen (Jahr, Titel, Platzierungen, Wochen, Auszeichnungen, Anmerkungen) | Höchstplatzierung, Gesamtwochen, AuszeichnungChartplatzierungen (Jahr, Titel, Platzierungen, Wochen, Auszeichnungen, Anmerkungen) | Höchstplatzierung, Gesamtwochen, AuszeichnungChartplatzierungen (Jahr, Titel, Platzierungen, Wochen, Auszeichnungen, Anmerkungen) | Höchstplatzierung, Gesamtwochen, AuszeichnungChartplatzierungen (Jahr, Titel, Platzierungen, Wochen, Auszeichnungen, Anmerkungen) | Anmerkungen                                                          |
| Jahr | Titel                      | DE | CH | UK | US | Anmerkungen                                                          |
| ---- | -------------------------- | --- | --- | --- | --- | -------------------------------------------------------------------- |
| 2010 | Metallic Spheres           | DE95 (1 Wo.)DE | — | UK12 (3 Wo.)UK | US73 (2 Wo.)US | Erstveröffentlichung: 8. Oktober 2010 The Orb feat. David Gilmour    |
| 2023 | Metallic Spheres in Colour | — | CH61 (1 Wo.)CH | UK90 (1 Wo.)UK | — | Erstveröffentlichung: 29. September 2023 The Orb feat. David Gilmour |

### Livealben
| Jahr | Titel           | Höchstplatzierung, Gesamtwochen, AuszeichnungChartplatzierungen (Jahr, Titel, Platzierungen, Wochen, Auszeichnungen, Anmerkungen) | Höchstplatzierung, Gesamtwochen, AuszeichnungChartplatzierungen (Jahr, Titel, Platzierungen, Wochen, Auszeichnungen, Anmerkungen) | Höchstplatzierung, Gesamtwochen, AuszeichnungChartplatzierungen (Jahr, Titel, Platzierungen, Wochen, Auszeichnungen, Anmerkungen) | Höchstplatzierung, Gesamtwochen, AuszeichnungChartplatzierungen (Jahr, Titel, Platzierungen, Wochen, Auszeichnungen, Anmerkungen) | Höchstplatzierung, Gesamtwochen, AuszeichnungChartplatzierungen (Jahr, Titel, Platzierungen, Wochen, Auszeichnungen, Anmerkungen) | Anmerkungen                              |
| Jahr | Titel           | DE | AT | CH | UK | US | Anmerkungen                              |
| ---- | --------------- | --- | --- | --- | --- | --- | ---------------------------------------- |
| 2008 | Live in Gdańsk  | DE12 (9 Wo.)DE | AT28 (2 Wo.)AT | CH14 (5 Wo.)CH | UK10 Gold · (8 Wo.)UK | US26 (4 Wo.)US | Erstveröffentlichung: 22. September 2008 |
| 2017 | Live at Pompeii | DE2 Gold · (43 Wo.)DE | AT6 (6 Wo.)AT | CH4 (14 Wo.)CH | UK3 (3 Wo.)UK | US45 (1 Wo.)US | Erstveröffentlichung: 29. September 2017 |

### Singles
| Jahr | Titel Album                                                             | Höchstplatzierung, Gesamtwochen, AuszeichnungChartplatzierungen (Jahr, Titel, Album, Platzierungen, Wochen, Auszeichnungen, Anmerkungen) | Höchstplatzierung, Gesamtwochen, AuszeichnungChartplatzierungen (Jahr, Titel, Album, Platzierungen, Wochen, Auszeichnungen, Anmerkungen) | Anmerkungen                             |
| Jahr | Titel Album                                                             | UK | US | Anmerkungen                             |
| ---- | ----------------------------------------------------------------------- | --- | --- | --------------------------------------- |
| 1984 | Blue Light About Face                                                   | — | US62 (7 Wo.)US | Erstveröffentlichung: 13. Februar 1984  |
| 2006 | On an Island                                                            | UK72 (2 Wo.)UK | — | Erstveröffentlichung: 15. Februar 2006  |
| 2006 | Smile On an Island                                                      | UK72 (1 Wo.)UK | — | Erstveröffentlichung: 13. Juni 2006     |
| 2006 | Arnold Layne (Live) Remember That Night – Live at the Royal Albert Hall | UK19 (3 Wo.)UK | — | Erstveröffentlichung: 26. Dezember 2006 |

Weitere Singles
- 1978: There’s No Way Out of Here
- 1984: Love on the Air
- 2015: Rattle That Lock
- 2015: Today
- 2017: Rattle That Lock (Live)
- 2017: One of These Days (Live)
- 2017: Run Like Hell (Live)
- 2020: Yes, I Have Ghosts
- 2024: The Piper's Call
- 2024: Between Two Points
- 2024: Dark and Velvet Nights
- 2024: Luck and Strange
- 2025: Sorrow (Live)

### Videoalben
| Jahr | Titel Musiklabel                  | Höchstplatzierung, Gesamtwochen, AuszeichnungChartplatzierungen (Jahr, Titel, Musiklabel, Platzierungen, Wochen, Auszeichnungen, Anmerkungen) | Höchstplatzierung, Gesamtwochen, AuszeichnungChartplatzierungen (Jahr, Titel, Musiklabel, Platzierungen, Wochen, Auszeichnungen, Anmerkungen) | Höchstplatzierung, Gesamtwochen, AuszeichnungChartplatzierungen (Jahr, Titel, Musiklabel, Platzierungen, Wochen, Auszeichnungen, Anmerkungen) | Höchstplatzierung, Gesamtwochen, AuszeichnungChartplatzierungen (Jahr, Titel, Musiklabel, Platzierungen, Wochen, Auszeichnungen, Anmerkungen) | Höchstplatzierung, Gesamtwochen, AuszeichnungChartplatzierungen (Jahr, Titel, Musiklabel, Platzierungen, Wochen, Auszeichnungen, Anmerkungen) | Anmerkungen                                                |
| Jahr | Titel Musiklabel                  | DE | AT | CH | UK | US | Anmerkungen                                                |
| ---- | --------------------------------- | --- | --- | --- | --- | --- | ---------------------------------------------------------- |
| 1984 | David Gilmour Live 1984 CBS Video | — | — | — | — | US26 (1 Wo.)US | Erstveröffentlichung: 24. September 1984                   |
| 2002 | David Gilmour in Concert EMI      | DE— GoldDE | — | — | UK2 Platin · (45 Wo.)UK | US6 (7 Wo.)US | Erstveröffentlichung: 21. Oktober 2002                     |
| 2007 | Remember That Night EMI           | DE9 Gold · (16 Wo.)DE | AT1 (5 Wo.)AT | CH3 (5 Wo.)CH | UK1 Platin · (56 Wo.)UK | US2 Platin · (64 Wo.)US | Erstveröffentlichung: 17. September 2007                   |
| 2008 | Live in Gdańsk EMI                | DE*DE | — | — | — | — | Erstveröffentlichung: 22. September 2008 * siehe Livealbum |
| 2017 | Live at Pompeii Columbia          | DE*DE | AT1 (20 Wo.)AT | CH1 (59 Wo.)CH | UK1 Gold · (157 Wo.)UK | US1 (51 Wo.)US | Erstveröffentlichung: 29. September 2017 * siehe Livealbum |

### Gastbeiträge (Auswahl)
David Gilmour hat unter anderem auf folgenden Alben an einzelnen Liedern anderer Musiker mitgearbeitet:
- 1970: Syd Barrett – The Madcap Laughs
- 1970: Syd Barrett – Barrett
- 1970: Ron Geesin und Roger Waters – Music from The Body
- 1975: Roy Harper – HQ
- 1979: Wings – Back to the Egg
- 1980: Roy Harper – Unknown Soldier
- 1984: Paul McCartney – Give My Regards to Broad Street (Solo in No More Lonely Nights)
- 1985: Supertramp – Brother Where You Bound
- 1985: Pete Townshend – White City: A Novel
- 1985: Pete Townshend – Deep End Live  (am ganzen Album beteiligt)
- 1985: Bryan Ferry – Boys and Girls
- 1985: Arcadia – So Red the Rose
- 1986: Berlin – Count Three and Pray
- 1987: Bryan Ferry – Bete Noire
- 1987: Wetton & Manzanera – Wetton / Manzanera
- 1987: Dalbello – She
- 1988: Sam Brown – Stop!
- 1988: Peter Cetera – You Never Listen to Me
- 1989: Kate Bush – The Sensual World
- 1988: Syd Barrett – Opel
- 1989: Paul McCartney – Flowers in the Dirt
- 1990: Paul Young – Other Voices
- 1990: Propaganda – 1234
- 1991: Roy Harper – Once
- 1991: All About Eve – Touched By Jesus
- 1992: Elton John – The One
- 1993: Paul Rodgers – Standing Around Crying
- 1998: The Pretty Things – Ressurection – S.F. Sorrow
- 1999: Paul McCartney – Run Devil Run (am ganzen Album beteiligt)
- 2001: Jools Holland – Jools Holland’s Big Band Rhythm & Blues
- 2001: B. B. King – Deuces Wild (Gilmour und Paul Carrack)
- 2003: Robert Wyatt – Cuckooland
- 2004: Alan Parsons – A Valid Path
- 2004: Phil Manzanera – 6pm
- 2005: Bill Wyman’s Rhythm Kings – Hommage Au Roi Du Rock’n Roll par Scotty Moore
- 2010: Bryan Ferry – Olympia
- 2014: Ben Watt – Hendra
- 2022: Donovan – Gaelia
- 2024: Body Count – "Comfortably Numb"

## Auszeichnungen für Musikverkäufe
| Goldene Schallplatte - Australien - 2017: für das Videoalbum Live at Pompeii - Brasilien - 2008: für das Album Live in Gdańsk - Frankreich - 2015: für das Album On an Island - 2015: für das Album Rattle That Lock - Italien - 2017: für das Album Live at Pompeii - 2024: für das Album Luck and Strange - Kanada - 2011: für das Album On an Island - 2016: für das Album Rattle That Lock - Neuseeland - 1978: für das Album David Gilmour - 2006: für das Album On an Island - Polen - 2006: für das Videoalbum David Gilmour in Concert - 2015: für das Album Rattle That Lock - 2024: für das Album Luck and Strange - Portugal - 2006: für das Album On an Island - 2007: für das Videoalbum Remember That Night | Platin-Schallplatte - Argentinien - 2002: für das Videoalbum David Gilmour in Concert - 2007: für das Videoalbum Remember That Night - Frankreich - 2005: für das Videoalbum David Gilmour in Concert - 2008: für das Videoalbum Remember That Night - Italien - 2016: für das Album Rattle That Lock - Neuseeland - 2007: für das Videoalbum Remember That Night - Polen - 2006: für das Album On an Island - 2008: für das Album Live in Gdańsk - Portugal - 2009: für das Videoalbum David Gilmour in Concert 2× Platin-Schallplatte - Frankreich - 2018: für das Videoalbum Live at Pompeii - Kanada - 2008: für das Videoalbum Remember That Night 3× Platin-Schallplatte - Neuseeland - 2005: für das Videoalbum David Gilmour in Concert |

Anmerkung: Auszeichnungen in Ländern aus den Charttabellen bzw. Chartboxen sind in ebendiesen zu finden.
| Land/RegionAuszeichnungen für Musikverkäufe (Land/Region, Auszeichnungen, Verkäufe, Quellen) | Silber  | Gold       | Platin       | Verkäufe  | Quellen                                                     |
| -------------------------------------------------------------------------------------------- | ------- | ---------- | ------------ | --------- | ----------------------------------------------------------- |
| Argentinien (CAPIF)                                                                          | —       | —          | 2× Platin2   | 16.000    | capif.org.ar (Memento vom 31. Mai 2011 im Internet Archive) |
| Australien (ARIA)                                                                            | —       | Gold1      | —            | 7.500     | aria.com.au (Memento vom 24. Juni 2020 im Internet Archive) |
| Brasilien (PMB)                                                                              | —       | Gold1      | —            | 30.000    | pro-musicabr.org.br                                         |
| Deutschland (BVMI)                                                                           | —       | 5× Gold5   | —            | 350.000   | musikindustrie.de                                           |
| Frankreich (SNEP)                                                                            | —       | 2× Gold2   | 4× Platin4   | 180.000   | snepmusique.com infodisc.fr                                 |
| Italien (FIMI)                                                                               | —       | 2× Gold2   | Platin1      | 100.000   | fimi.it                                                     |
| Kanada (MC)                                                                                  | —       | 2× Gold2   | 2× Platin2   | 110.000   | musiccanada.com                                             |
| Neuseeland (RMNZ)                                                                            | —       | 2× Gold2   | 4× Platin4   | 35.000    | aotearoamusiccharts.co.nz                                   |
| Polen (ZPAV)                                                                                 | —       | 3× Gold3   | 2× Platin2   | 65.000    | olis.pl                                                     |
| Portugal (AFP)                                                                               | —       | 2× Gold2   | Platin1      | 22.000    | Einzelnachweise                                             |
| Schweiz (IFPI)                                                                               | —       | 2× Gold2   | —            | 25.000    | hitparade.ch                                                |
| Vereinigte Staaten (RIAA)                                                                    | —       | 2× Gold2   | Platin1      | 1.100.000 | riaa.com                                                    |
| Vereinigtes Königreich (BPI)                                                                 | Silber1 | 3× Gold3   | 3× Platin3   | 685.000   | bpi.co.uk                                                   |
| Insgesamt                                                                                    | Silber1 | 27× Gold27 | 20× Platin20 |           |                                                             |